# Jean-Michel Rossi
Pour les articles homonymes, voir Rossi.
Jean-Michel Rossi, né le 16 juin 1956 à L'Île-Rousse et mort assassiné le 7 août 2000 dans la même ville, est un nationaliste corse. Il est né dans une famille bourgeoise et a été élevé à L'Île-Rousse. 

## Biographie
Jean-Michel Rossi a été pendant des années rédacteur en chef du journal militant U Ribombu. En juin 1999 apparaît Armata Corsa, groupe nationaliste clandestin, dissident du FLNC Canal historique. Les chefs du groupe, Jean Michel Rossi et François Santoni, s'opposaient à l'implantation d'un trafic de machine à sous en Balagne, orchestré par Paul Grimaldi, représentant du Milieu Toulonnais. Isolé de la mouvance nationaliste, le duo Santoni-Rossi s'attirait dès lors la menace de la triple alliance : milieu toulonnais - Brise de mer - FLNC de Charles Pieri.
Jean-Michel Rossi a passé neuf ans de sa vie en prison. Il profite de ces années d'enfermement pour se forger une culture littéraire, philosophique et politique, et passe également une licence d’histoire et une autre de sociologie. C'est durant ces années d'incarcération qu'il publie aux Éditions Ribombu son livre intitulé Intra-Muros, dans lequel il donne sa vision philosophique et politique sur la Corse et sur le monde. En idéologue averti, il s'insurge avec son style personnel contre les individus souhaitant faire main basse sur l'île. Animé par une vision marxiste, il ne cessa de vitupérer les inégalités sociales béantes intrinsèques à l'île. Sa dernière incarcération datait de janvier 1997. Il avait été mis en cause à la suite de plusieurs attentats commis en Haute-Corse. Au bout d’un an et demi de détention à Paris, Rossi avait été mis en liberté sous contrôle judiciaire en septembre 1998. Lorsque le préfet Claude Érignac fut assassiné, il critiqua violemment cette action.
Avec François Santoni (figure nationaliste Corse qu'il connut en prison), il a écrit en 2000 Pour solde de tout compte, un livre d'entretiens avec le journaliste Guy Benhamou. Dans ce livre, les deux hommes dénoncent la dérive mafieuse de leurs anciens compagnons d'armes et affirment que l'issue du conflit corse ne peut plus aujourd'hui emprunter la voie de la violence. A posteriori, ce livre apparaît comme un testament du militant nationaliste, dans lequel il donne une vision très pessimiste de la question corse. Le nationalisme corse y est peint sans complaisance aucune, et encore à l'heure actuelle cet ouvrage est toujours un des plus utilisés pour appréhender la question insulaire.
Dans le nationalisme corse, Jean-Michel Rossi apparaît a posteriori comme l'un des meilleurs analystes de la situation politique de l'île à l'époque et laisse une image de penseur de la Corse avec une certaine lucidité. Cet idéologue farouche dans les dernières années de sa vie avait pris conscience de la montée du fléau appelé le "national-affairisme" dans l'île. Il ne cessa dès lors de dénoncer et vilipender les individus qui selon lui étaient en train de devenir les "nouveaux négriers".

## Assassinat
Le 20 juin 2000, Jean-Michel Rossi ordonne l'assassinat de Paul Grimaldi, tué devant sa femme enceinte à son domicile d'Olmi Capella. En représailles, Jean-Michel Rossi et son garde du corps Jean-Claude Fratacci sont assassinés le 7 août 2000 par cinq hommes dans le bar La Piscine (maintenant appelé L’Eden) à L'Île-Rousse. La mort de Rossi avait reçu l'assentiment de la mouvance nationaliste autour de Charles Pieri, ainsi que de la Brise de mer qui avait été consultée, la mort de Rossi et de ses amis étant commandée par Bert Fargette pour venger l'assassinat de Paul Grimaldi.
Jean-Pierre Martelli, le patron du bar La Piscine, est assassiné le 13 décembre 2001.

## Ouvrages
- Jean-Michel Rossi et François Santoni, Pour solde de tout compte : les nationalistes corses parlent, Paris, Denoël, 2000, 256 p. (ISBN 2-207-25130-6)